# Abé (Volk)

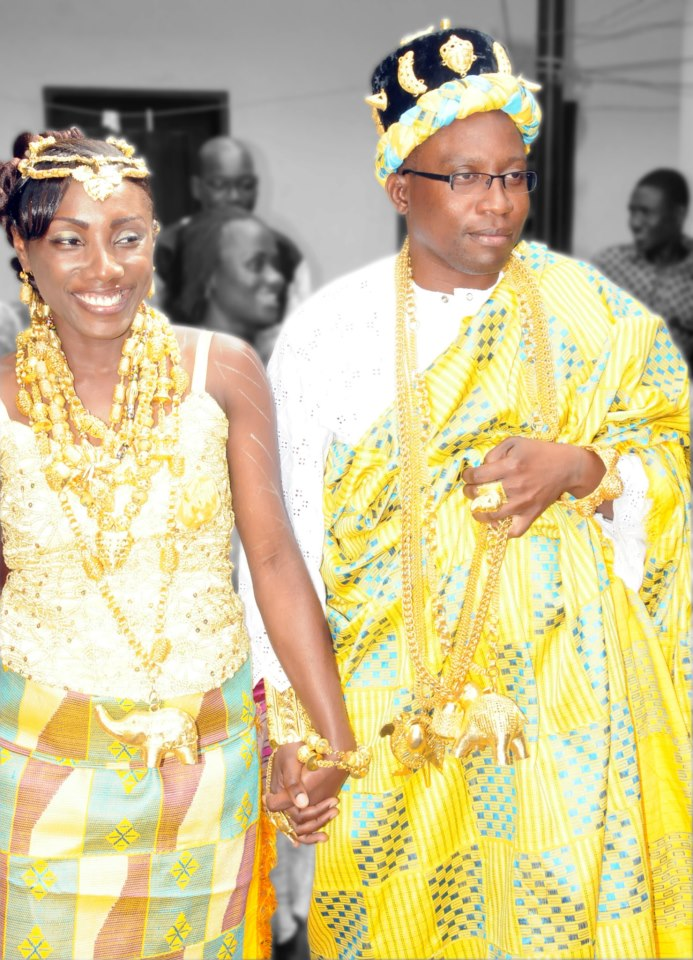
Traditionelle Hochzeit bei den Abé

Die Abé (auch "Abbey") sind ein Volk in der Elfenbeinküste in Westafrika. Das Volk umfasst rund 200.000 Personen, was etwa 1,4 % der Gesamtbevölkerung ausmacht. Sie leben hauptsächlich in der Region der Stadt Agboville. In dieser Stadt bilden sie die Bevölkerungsmehrheit. Ihre Sprache heißt ebenfalls Abé.
Die Abé bilden eine Untergruppe der Akan, zu welcher auch die vor allem in Ghana ansässigen Aschanti gehören, aus welchem die Abé ausgewandert sind. Im 17. und 18. Jahrhundert flüchteten die Abé vor der Sklaverei von der Gold- an die Elfenbeinküste. Die Zwangsarbeit und der Bau der Abidjan-Niger-Bahn durch ihr Siedlungsgebiet führten 1905 zu einem Aufstand, den die französische Kolonialmacht erst nach Zuzug von 1400 senegalesischen Schützen niederschlagen konnte. Einige der Anführer wurden nach dem Französisch-Kongo und Zentralafrika deportiert. Die Stadt Rubino nördlich von Agboville steht auf dem Schlachtfeld einer der geführten Auseinandersetzungen und trägt den Namen eines der damaligen Offiziere der Kolonialarmee.